# Pierre-Paul Grassé
Pierre-Paul Grassé, född 27 november 1895 i Périgueux, död 9 juli 1985, var en fransk zoolog.